# ザカフカース社会主義連邦ソビエト共和国の国旗
ザカフカース社会主義連邦ソビエト共和国の国旗は、最初に1923年のザカフカース連邦共和国中央執行委員会の独立規定として追加された憲法第46条で、次のように定められた。
1925年にはザカフカース連邦憲法の改正に伴い、国旗についてもその第59条で次のような変更が加えられた。

星の内部に槌と鎌を配したバージョン

一般的にザカフカース連邦の国旗として浸透しているものには、赤い星の内部に金の鎌と槌を配したものがあるが、鎌と槌について憲法の条文で言及がないうえ、赤い星と鎌と槌のセットが赤軍の公式シンボルであったことを考え合わせると、その真実性には疑いがある。また、ザカフカース・ソビエト中央執行委員会メンバーの胸章デザイン、そして1970年にモスクワのレーニン中央博物館に展示されたザカフカース連邦国旗にも、星の内部に槌と鎌は配されていない（ただし、レーニン博物館に展示されたものは、文字が右上がりではなく水平になったものである）。